# (5405) Neverland
(5405) Neverland ist ein Asteroid des Hauptgürtels, der am 11. April 1991 von den japanischen Astronomen Yoshio Kushida und Osamu Muramatsu am Yatsugatake South Base Observatory (Sternwarten-Code 896) in Hokuto in der japanischen Präfektur Yamanashi entdeckt wurde.
Der Asteroid wurde nach der fiktiven Insel Nimmerland (Neverland) benannt, dem Haupthandlungsort von James Matthew Barries Kindergeschichten um Peter Pan.